# Теплякова Ніна Сергіївна
Ніна Сергіївна Теплякова (нар. 10 листопада 1904, Баку - пом. 22 липня 1983, Москва) — радянська танцівниця, тенісистка і тенісний тренер, заслужений майстер спорту (1936) і заслужений тренер СРСР (1956), кавалер ордена «Знак Пошани» (1937).
- Семиразова чемпіонка СРСР в одиночному і дворазова в парному розряді
- Переможниця Всесвітньої робочої спартакіади (Берлін, 1927) в одиночному і парному розряді
- Перша чемпіонка РРФСР з тенісу (1927)
- Багаторазова чемпіонка Москви у всіх розрядах, триразова абсолютна чемпіонка Москви
- Тренер близько 20 майстрів спорту СРСР, включаючи Єлизавету Чувиріну, Анну Дмитрієву і Ольгу Морозову.

## Ігрова кар'єра
У теніс Ніну Теплякову, доньку бухгалтера, привів провідний радянський тенісист Микола Миколайович Іванов. Іванов почав зустрічатись з дівчиною, яка мріяла про балетну кар'єру, в курортному селищі Мамонтівка під Москвою і умовив її зайнятися тенісом. У 1922 році, в 18 років, вона вперше вийшла на корт на чемпіонаті Москви з тенісу, всуху програвши в одиночному розряді Софії Мальцевій, а потім і в міксті з Івановим. Однак тренеру, який пізніше став і чоловіком Теплякової, вдалося налаштувати її на розвиток тенісної кар'єри. У 1926 році на матчі-турнірі кращих тенісисток СРСР, що проводився в той рік замість всесоюзної першості, Теплякова обіграла і Мальцеву, і чинну чемпіонку Олену Александрову. Цей успіх розцінили як сенсаційний, але на наступний рік Теплякова виграла всі внутрішні турніри, в яких брала участь, і очолила вперше введений в СРСР рейтинг десяти найкращих тенісисток . В цей же рік вона також виграла в Берліні Світову робочу спартакіаду.
У 1930-і роки, вже закінчивши вечірнє хореографічне училище Великого театру і виступаючи як танцівниця в програмі мюзик-холу в складі ансамблю Касьяна Голейзовського «30 герлс» , Теплякова продовжувала залишатися лідером радянського жіночого тенісу. Після сезону 1932 року, пропущеного через хворобу , вона шість разів поспіль вигравала чемпіонат СРСР в одиночному розряді - рекорд, який з тих пір у жінок так і не був побитий, - і дев'ять разів очолювала всесоюзний жіночий рейтинг (в останній раз в 1939 році). Тільки в 1940 році вона поступилася званням чемпіонки СРСР і перший рядок у рейтингу ленінградці Галині Коровиній. Манера гри Теплякової була гостро атакуючою, вона вважала за краще грати з задньої лінії, проте її відрізняли швидкість переміщення по корту (під кожен ухвалений м'яч вона «забігала» праворуч  ) і гарне тактичне мислення і почуття м'яча.
У 1935 році Теплякова брала участь в зльоті спортсменів-антифашистів в Парижі. У 1936 році вона стала однією з перших в СРСР, кому було присвоєно звання заслуженого майстра спорту, а в 1937 році була удостоєна ордена «Знак Пошани». У 1938 році, під час гастролей по СРСР тенісистів з чеського клубу «ЦЦЦ» Теплякова, програвши в першій зустрічі чемпіонці Праги Кіселовій, через кілька тижнів зуміла взяти реванш, освоївшись з невідомими до того часу в СРСР укороченими ударами ; вона також брала участь в міжнародних іграх з тенісистами Туреччини, Бельгії та Франції.
Після початку війни Теплякова закінчила курси рукопашного бою і стала інструктором Всевобуча. У 1942 році після довгої перерви вона виграла чемпіонат Москви, а в 1943 році на Відкритому чемпіонаті Москви (куди були доставлені з усе ще блокованого Ленінграда Зінаїда Клочкова та Тетяна Налимова, а з Орська, де вона працювала в госпіталі, - Галина Коровіна) 38-річна Теплякова отримала травму меніска, яка закінчила її ігрову кар'єру .

## Тренерська кар'єра
Після вимушеного закінчення виступів Ніна Теплякова, як і планувала, стала тренером. Серед її перших підопічних була Єлизавета Чувиріна, в свої 33 роки досягла тільки рівня першого розряду . Теплякова прийняла Чувиріну в 1948 році і за три роки допомогла їй стати чемпіонкою СРСР. Потім Чувиріна повторила цей результат ще тричі, а в кінці 1960-х років чемпіонкою СРСР в парному розряді стала вже її дочка Марина, яку також тренувала Теплякова  .
Ніна Теплякова стояла біля витоків успіхів двох провідних радянських тенісисток - Анни Дмитрієвої та Ольги Морозової. Дмитрієвій вона зуміла прищепити манеру гри, абсолютно не властиву їй самій, змусивши її йти до сітки з самого початку розіграшу м'яча - манера гри, яку вона «підгледіла» у знаменитого французького тенісиста Анрі Коше. Теплякова тренувала Дмитрієву до 18 років, коли та стала абсолютною чемпіонкою СРСР. Інша вихованка Теплякової, Ольга Морозова, порівнювала манеру гри однієї з найзнаменитіших своїх суперниць, Кріс Еверт, з манерою свого тренера - Еверт теж довела до досконалості гру з задньої лінії . Серед інших вихованок Теплякової - неодноразова чемпіонка СРСР в різних розрядах, переможниця більше десяти професійних турнірів в парному розряді Світлана Пархоменко (Чернева). У 1956 році Ніна Сергіївна Теплякова отримала звання заслуженого тренера СРСР.
Ніна Теплякова померла влітку 1983 року від важкої хвороби  . У 2003 році її ім'я було включено до списків Зали російської тенісної слави.